# V529 Геркулеса
V529 Геркулеса (лат. V529 Herculis) — двойная звезда в созвездии Геркулеса на расстоянии приблизительно 1754 световых лет (около 538 парсек) от Солнца. Видимая звёздная величина звезды — от +11,4m до +10,5m.

## Характеристики
Первый компонент — красный гигант, пульсирующая полуправильная переменная звезда (SR)* спектрального класса M7-M10, или M9. Масса — около 0,572 солнечной, радиус — около 541,112 солнечного, светимость — около 2032,29 солнечной. Эффективная температура — около 3571 K.
Второй компонент — коричневый карлик. Масса — около 16,08 юпитерианской. Удалён в среднем на 1,241 а.е..